# Beca Vinerian
La Beca Vinerian es una beca otorgada al estudiante de la Universidad de Oxford que obtenga el mejor resultado en el examen final en la licenciatura en derecho civil de esa universidad . En la actualidad, se otorgan £2,500 al ganador de la beca, con £950 adicionales otorgadas a discreción de los examinadores a un proxime accessit (subcampeón).
La Beca Vinerian es la beca de derecho más prestigiosa otorgada por la Universidad de Oxford. Sus galardonados se han distinguido en el poder judicial, la abogacía, el mundo académico, la administración pública y en otros campos. La lista de académicos incluye cuatro Law Lords del Reino Unido (Lord Uthwatt, Lord Hoffmann, Lord Edmund-Davies y Lord Saville), así como a jueces de los más altos tribunales de Australia (Dyson Heydon y Patrick Keane), Canadá (Ronald Martland) y Sudáfrica (Edwin Cameron).